# Петрожицкая, Дарья Сергеевна
Дарья Сергеевна Петрожицкая (укр. Дар'я Сергіївна Петрожицька; род. 31 мая 1991, Чернигов) — украинская актриса театра и кино. Широкую известность получила благодаря роли Лизы в сериале «Папик». Заслуженная артистка Украины (2021).

## Биография
Родилась 31 мая 1991 года в Чернигове в театральной семье. Её родители познакомились в Чернигове, где они вместе работали в Драматическом театре имени Шевченко. Отец окончил Институт Карпенко-Карого и является профессиональным актёром (заслуженный артист Украины). В 2007 году в 43 года скончался от инсульта. Мать по специальности балерина и также актриса.
С детства увлекалась пением и танцами. С четырёх лет начала играть на сцене Черниговского театра. Первой ролью был маленький ангел. После играла в многочисленных детских спектаклях.
В 2008 году закончила общеобразовательную школу в Чернигове. В 2012 году окончила Киевский национальный университет театра, кино и телевидения имени И. К. Карпенко-Карого по специальности «актёр театра и кино». Училась в творческой мастерской народного артиста Украины Олега Шаварского.
В 2012 году после окончания университета начала работать в Киевском академическом театре юного зрителя на Липках.
Принимала участие в десятом сезоне украинского вокального шоу «Голос страны». Как и в сериале «Папик», 26 января 2020 года в эфире шоу исполнила песню «Голубка» Vivienne Mort. По результатам выбора вслепую попала в команду Тины Кароль. На следующем этапе «Поединков» Петрожицкую «украл в свою команду» Дан Балан. Дарья дошла до финала.
В 2020 году участвовала в теле-проекте «Танцы со звёздами» на 1+1.
С 2025 года — ведущая развлекательного шоу «Я люблю Украину» на телеканале «ТЕТ»

## Личная жизнь
Самым необдуманным поступком Дарья называет своё первое замужество. Она прожила с мужем пять лет, после чего рассталась с ним, не испытывая сожаления. После развода они не перестали общаться и поддерживают дружеские отношения.
Её нынешний жених родом из Харькова, но уже много лет живёт и работает аналитиком в Гамбурге.
Есть сестра Анастасия, которая на 2,5 года младше. Работает визуальным мерчандайзером в магазине одежды.

## Театральные работы
- Вишнёвый сад — Дуняша
- Лесная песня — Русалка водяная
- Добрый Хортон — Миссис Мейзи
- Волшебные сабинянки — Кунегунда
- Меланхолический вальс — София, музыкант
- Шиндай — Вера
- Роман доктора — Анюта, его девушка
- Кошкин дом — Грачи
- Ноев ковчег — Голубка
- Жила-была Сыроежка — Поганка вторая
- Мольериана — Госпожа Легильон (Люсиль «Странный Журден»)
- Принц и Принцесса — Фрейлины
- Двенадцать месяцев — Горожане, Придворные
- Ревизор — Мария Антоновна

## Фильмография
- 2024 — Две сестры —  Александра
- 2023 — Успеть до 30 —  Ира
- 2021 — Янтарные копы
- 2021 — Сваты 7 — Вера Николаевна, учительница Маши Будько
- 2021 — Папик 2 — Лиза
- 2020 — Свидание в Вегасе — стюардесса
- 2020 — Мышеловка для кота — Наташа
- 2020 — Отважные — Ульяна Беляк
- 2019 — Папик — Лиза (главная роль)[10][11]
- 2019 — Ночной скорый (к/м) — Таня (главная роль)[12][13]
- 2019 — Мираж — Лиза
- 2019 — Город влюблённых — Наташа
- 2019 — Братья по крови — девушка в клубе (1 сезон, 2 серия)
- 2019 — Голос ангела
- 2018 — Я подарю тебе рассвет — журналистка
- 2018 — Заряженные — Катя
- 2018 — Человек без сердца — Лена, администратор клиники
- 2018 — Последний бой — Аня
- 2018 — Пёс 4 — Карина Понаровская, дочь Артура
- 2017 — Конвой — эпизод
- 2017 — Кафе на Садовой — Катя Черданцева, официантка
- 2017 — Женский доктор-3 — Вера Крылова, цитогенетик
- 2016 — Чёрный цветок — эпизод
- 2016 — Гражданин Никто — эпизод
- 2014 — Однажды под Полтавой — Алиса
- 2013 — Женский доктор 2 — Тамара Токарева
- 2013 — Только мой (21-я серия)